# Jun Uruno
Jun Uruno (宇留野 純, Uruno Jun) est un footballeur japonais né le 23 octobre 1979.